# Tái Công
Tái Công (tiếng Trung: 載功; 1859 – 1915) là một hoàng thân của nhà Thanh trong lịch sử Trung Quốc, người thừa kế 1 trong 12 tước vị Thiết mạo tử vương.

## Cuộc đời
Tái Công được sinh ra vào giờ Mẹo, ngày 6 tháng 8 (âm lịch) năm Hàm Phong thứ 9 (1859), trong gia tộc Ái Tân Giác La. Ông là con trai thứ tư của Trang Hậu Thân vương Dịch Nhân và là em trai của Dĩ cách Trang Thân vương Tái Huân (載勛). Mẹ ông là Trắc Phúc tấn Vương Giai thị (王佳氏).
Năm Quang Tự thứ 6 (1880), tháng 11, ông được phong làm Nhị đẳng Trấn quốc Tướng quân (二等镇国将军). Năm thứ 28 (1902), tháng 9, anh trai ông là Trang Thân vương Tái Huân vì có liên quan đến khởi nghĩa Nghĩa Hòa Đoàn nên bị đoạt tước và ban cho tự sát, nên ông được thế tập tước vị Trang Thân vương đời thứ 11. Năm Dân Quốc thứ 4 (1915), ngày 27 tháng giêng (âm lịch), ông qua đời, thọ 58 tuổi, được truy thụy Trang Cung Thân vương (莊恭親王). Ông là vị Trang Thân vương chính thức cuối cùng của nhà Thanh, dù sau khi ông qua đời, con trai trưởng là Phổ Tự (溥绪) vẫn tập tước Trang Thân vương, nhưng khi ấy nhà Thanh đã sụp đổ, nên danh vị đó cũng trở thành hư vô.

## Gia quyến
- Đích Phúc tấn: Phú Sát thị (富察氏), con gái của Cố Luân Ngạch phò Cảnh Thọ.
- Con trai

1. Phổ Tự (溥绪; 1882 – 1933), mẹ là Đích Phúc tấn Phú Sát thị. Năm 1915 được thế tập tước vị Trang Thân vương (莊親王). Có một con trai.
2. Phổ Tấn (溥縉; 1887 - ?), mẹ là Đích Phúc tấn Phú Sát thị.
3. Phổ Duy (溥維; 1894 - ?), mẹ là Đích Phúc tấn Phú Sát thị.